# Iwan Wiesiołow
Iwan Miefodjewicz Wiesiołow (ros. Иван Мефодьевич Весёлов, ur. 1903 we wsi Chiłowo w guberni twerskiej, zm. 1971 w Leningradzie) – funkcjonariusz radzieckich organów bezpieczeństwa, pułkownik, zastępca ludowego komisarza bezpieczeństwa państwowego Litewskiej ZSRR (1945–1946).

## Życiorys
Od lipca 1925 do października 1928 słuchacz fakultetu robotniczego przy Państwowym Instytucie Pedagogicznym w Leningradzie, od marca 1929 do lipca 1933 w pełnomocnym przedstawicielstwie Głównego Zarządu Bezpieczeństwa Państwowego w Leningradzkim Okręgu Wojskowym, od 1931 w WKP(b), od lipca 1933 do kwietnia 1936 szef Oddziału II Wydziału Tajno-Politycznego Pełnomocnego Przedstawicielstwa Głównego Zarządu Bezpieczeństwa Państwowego/Zarządu Bezpieczeństwa Państwowego (UGB) Zarządu NKWD Iwanowskiego Obwodu Przemysłowego, od 23 lutego 1936 młodszy sierżant bezpieczeństwa państwowego. Od kwietnia 1936 do stycznia 1937 pomocnik szefa Oddziału VIII Wydziału Tajno-Politycznego Głównego Zarządu Bezpieczeństwa Państwowego, od stycznia do kwietnia 1937 p.o. pomocnika szefa Oddziału V Wydziału IV Głównego Zarządu Bezpieczeństwa Państwowego, od kwietnia 1937 do lipca 1938 szef Oddziału V, pomocnik i zastępca szefa Wydziału IV Zarządu NKWD obwodu stalingradzkiego, 22 sierpnia 1937 mianowany porucznikiem bezpieczeństwa państwowego. Od sierpnia 1938 do marca 1941 szef Wydziału Śledczego, Wydziału II UGB Zarządu NKWD Kraju Dalekowschodniego/Kraju Chabarowskiego, od 15 lipca 1938 starszy porucznik, a od 11 października 1939 kapitan bezpieczeństwa państwowego. Od 3 kwietnia do 13 września 1941 szef Zarządu NKGB obwodu amurskiego, od 13 września 1941 do maja 1943 szef Zarządu NKWD obwodu amurskiego, od maja 1943 do 25 września 1944 ponownie szef Zarządu NKGB tego obwodu, od 11 lutego 1943 podpułkownik, a od 24 kwietnia 1943 pułkownik. Od września 1944 do kwietnia 1945 zastępca szefa Zarządu NKGB obwodu gorkowskiego (obecnie obwód niżnonowogrodzki), równocześnie od grudnia 1944 szef Sektora Operacyjnego NKGB/NKWD w Poniewieżu, od 12 kwietnia 1945 do 3 stycznia 1946 zastępca ludowego komisarza bezpieczeństwa państwowego Litewskiej SRR; na tym stanowisku odpowiadał za walkę z antykomunistyczną partyzantką litewską. Od listopada 1946 do czerwca 1949 zastępca szefa Zarządu MGB obwodu penzeńskiego, od czerwca 1949 do marca 1953 zastępca szefa Zarządu MGB obwodu nowogrodzkiego, od marca 1953 do kwietnia 1954 zastępca szefa Zarządu MSW obwodu nowogrodzkiego. Od 20 kwietnia 1954 do 20 maja 1956 szef Zarządu MSW obwodu nowogrodzkiej, w czerwcu 1956 zwolniony ze służby.

## Odznaczenia
- Order Lenina (25 czerwca 1954)
- Order Czerwonego Sztandaru (dwukrotnie - 31 maja 1945 i 25 lipca 1949)
- Order Czerwonej Gwiazdy (dwukrotnie - 20 września 1943 i 3 listopada 1944)
- Order „Znak Honoru” (26 kwietnia 1940)